# Geolier
Geolier   (Nàpols, 23 de març de 2000), nom artístic d'Emanuele Palumbo, és un raper italià. Les seves lletres estan escrites majoritàriament en napolità.

## Biografia

### Primers anys,Emanuele(2018-2019)
Geolier va créixer escoltant els discos de Co'Sang, Club Dogo, Michael Jackson, Nas i Rocco Hunt. Més endavant, va acostar-se a la producció musical a través del rap freestyle.
El 16 d'abril de 2018 va llençar el seu primer senzill P Secondigliano, en col·laboració amb Nicola Siciliano. L'any següent signà un contracte amb BFM Music, una companyia discogràfica independent fundada per Luchè. Amb aquesta discogràfica va llençar el seu àlbum de debut, Emanuele, l'octubre del mateix any. Aquell àlbum obtingué la certificació de disc de platí per FIMI, amb més de 50.000 unitats venudes a Itàlia. Aquest àlbum destaca per les col·laboracions amb diversos artistes italians, incloent-hi Luchè, Emis Killa, Guè Pequeno, Lele Blade i MV Killa. Per promocionar-lo, publicà els senzills Como te, Narcos i Yacht.

### Col·laboracions,Marchio registrato(2020-2022)
L'any 2020, Geolier col·laborà amb nombrosos artistes. El gener va llençar el senzill Fuego, gravat juntament amb Neves17 i Lele Blade, i unes setmanes després va participar al senzill Vamos pa la banca del productor Dat Boi Dee. En els mesos següents també col·labora, entre d'altres, amb Shablo i Sfera Ebbasta en el senzill M'Manc, amb Gué Pequeno en Cyborg, amb Anna Tatangelo en Guapo, amb Shiva i Lazza en Friend.
El 10 de juliol de 2020 s'estrena Emanuele (marchio registrato), una reedició de l'àlbum Emanuele amb 5 temes inèdits.El setembre del mateix any va col·laborar en tres cançons de l'àlbum Buongiorno de Gigi D'Alessio i en el tema Valentino de Vale Lambo. Posteriorment col·laborà amb Coco, amb MV Killa i Yung Snapp, amb Gemitaiz, amb Peppe Soks i amb Samurai Jay al seu primer disc.
Entre els anys 2021 i 2022 Geolier també va col·laborar amb diversos artistes, entre ells Mace (Top Boy), Sfera Ebbasta (Tik Tok RMX), Rocco Hunt (Che me chiamme a fa?), Emis Killa i Jake La Fúria (No Cap) i Sick Luke (Creatur).

### Il coraggio dei bambini(2022-present)
El 28 d'octubre de 2022, Geolier torna a l'escena musical amb el senzill Chiagne, amb la col·laboració de Lazza i del duo de productors Takagi & Ketra. El 18 de novembre del mateix any estrena Money. El 6 de desembre del 2023 anuncia el seu segon àlbum d'estudi, Il Coraggio dei bambini, que fou publicat el 6 de gener de 2023 i que inclou col·laboracions amb artistes com Sfera Ebbasta, Shiva, Michelangelo, Paky, Guè Pequeno i Lele Blade. El 3 de març del mateix any llença el senzill Come vuoi. El 7 d'abril estrena una reedició de Il coraggio dei bambini, subtitulada Atto II amb sis pistes addicionals, incloent col·laboracions amb Giorgia i Marracash.
Durant l'any, es publicaren els senzills Me vogl bene de MV Killa i Oro e diamanti (mane e mane 2.0) de Neves17 amb Enzo Avitabile, tots dos caracteritzats per la participació de Geolier com a artista convidat.
A primers de desembre de 2023 s'anuncià la seva participació a l'edició de 2024 del Festival de la Cançó de Sanremo amb la cançó I p' me, tu p' te, on va obtenir una segona posició, rere Angelina Mango.

## Discografia

### Àlbums d'estudi
- 2019: Emanuele
- 2023: Il coraggio dei bambini
- 2024: Dio lo sa

### Senzills

#### Com a artista principal
- 2018: P Secondigliano (amb Nicola Siciliano)
- 2018: Mercedes
- 2018: Queen
- 2018: Mexico
- 2019: Como te (amb Emis Killa)
- 2019: Narcos
- 2019: Yacht (amb Luchè)
- 2020: Fuego (amb Neves17 i Lele Blade)
- 2020: M'Manc (amb Shablo i Sfera Ebbasta)
- 2021: Rap Tutorial (64 bars) (amb Luchè)
- 2022: Cuore (amb Shablo i Coez)
- 2022: Chiagne (amb Lazza i Takagi & Ketra)
- 2022: Money
- 2023: Come vuoi
- 2023: Campioni in Italia (Red Bull 64 Bars) (amb els productors musicals Dat Boi Dee i Poison Beatz)
- 2024: I p' me, tu p' te

#### Com a artista convidat
- 2018: E' guagliun (Peppe Soks amb Geolier)
- 2018: Sosa (Lele Blade amb Geolier)
- 2019: Gang (Samurai Jay amb Geolier)
- 2019: Natale Marziano 2k19 (Gianluca Carbone amb Anna Tatangelo, Geolier, Livio Cori, Roberto Colella, Peppe Soks, Samurai Jay, Francesco Da Vinci, Bles i Soul Food Vocalist)
- 2020: Vamos pa la banca (Dat Boi Dee amb Geolier, Samurai Jay i Lele Blade)
- 2020: Nena (Bor Bor amb Geolier)
- 2020: Guapo (Anna Tatangelo amb Geolier)
- 2020: Buongiorno (Gigi D'Alessio amb Clementino, Coco, Enzo Dong, Franco Ricciardi, LDA, Lele Blade, MV Killa, Geolier, Samurai Jay i Val Lambo)
- 2021: Che me chiamme a fa? (Rocco Hunt amb Geolier)
- 2021: Fantasmi (TY1 amb Geolier i Marracash)
- 2021: Ready (SLF amb Geolier)
- 2023: Me vogl bene (MV Killa amb Geolier)
- 2023: Oro e diamanti (mane e mane 2.0) (Neves 17 amb Enzo Avitabile i Geolier)
- 2023: Everyday (Takagi & Ketra amb Shiva, Anna i Geolier)
- 2024: Baby U Want Me (Vale Lambo amb Geolier i Michelangelo)
- 2024: Switch (Rvchet amb BM, Geolier, Guè i Finem)

## Videografia
| Any  | Títol | Director                            |
| ---- | --- | ----------------------------------- |
| 2018 | P Secondigliano | Nicola Siciliano                    |
| 2018 | Mercedes | Vimafilm                            |
| 2018 | Queen | Tony Ruggiero                       |
| 2018 | E' Guagliun (Peppe Soks amb Geolier) | Alessandro Raimo                    |
| 2018 | Sosa (Lele Blade amb Geolier) | Tony Ruggiero                       |
| 2019 | Como Te (ambEmis Killa) | Tony Ruggiero                       |
| 2019 | Narcos | Tony Ruggiero                       |
| 2019 | Gang | Tony Ruggiero                       |
| 2019 | Yacht (ambLuchè) | Fabrizio Conte                      |
| 2020 | Fuego (ambNeves17iLele Blade) | Tony Ruggiero                       |
| 2020 | Vamos pa la banca (Dat Boi Dee ambGeolier, Samurai JayiLele Blade)                                                                       | Tony Ruggiero                       |
| 2020 | M'Manc (ambShabloiSfera Ebbasta) | Simone MarianoiFederico Merlo       |
| 2020 | Guapo (Anna Tatangelo ambGeolier) | Lorenzo AmbrogioiAlessandro Mancini |
| 2020 | Buongiorno (Gigi D'Alessio ambClementino, CoCo, Enzo Dong, Franco Ricciardi, LDA, Lele Blade, MV Killa, Geolier, Samurai JayiVale Lambo) | Fabrizio Cestari                    |
| 2020 | Cyborg (Gué Pequeno ambGeolier) | Damn Films                          |
| 2021 | Tik Tok RMX (Sfera Ebbasta ambMarracash, Gué Pequeni, PakyiGeolier)                                                                      | Late Milk                           |
| 2021 | Che me chiamme a fa? (Rocco Hunt ambGeolier)                                                                                             | Damn Films                          |
| 2021 | Fantasmi (TY1 ambGeolieriMarracash) | Davide Vicari                       |
| 2021 | Ready (SLF ambGeolier) | Claudio Vitiello                    |
| 2022 | Money | Davide Vicari                       |
| 2023 | Come vuoi | Davide Vicari                       |